# 4222 Nancita
4222 Nancita eller 1988 EK1 är en asteroid i huvudbältet som upptäcktes 13 mars 1988 av den amerikanske astronomen Eleanor F. Helin vid Palomar-observatoriet. Den är uppkallad efter upptäckarens svärdotter, Nancy C. Helin.
Asteroiden har en diameter på ungefär 9 kilometer.